# Hall of Fame Tennis Championships 2010 - Qualificazioni singolare
Le qualificazioni del singolare  dell'Hall of Fame Tennis Championships 2010 sono state un torneo di tennis preliminare per accedere alla fase finale della manifestazione. I vincitori dell'ultimo turno sono entrati di diritto nel tabellone principale. In caso di ritiro di uno o più giocatori aventi diritto a questi sono subentrati i lucky loser, ossia i giocatori che hanno perso nell'ultimo turno ma che avevano una classifica più alta rispetto agli altri partecipanti che avevano comunque perso nel turno finale.
Le qualificazioni dell'Hall of Fame Tennis Championships  2010 prevedevano 32 partecipanti di cui 4 sono entrati nel tabellone principale.

## Teste di serie
1. Santiago González (secondo turno)
2. Michael Yani (secondo turno)
3. Alex Bogdanović (secondo turno)
4. Andre Begemann (primo turno)

1. Alexander Peya (Qualificato)
2. Greg Jones (primo turno)
3. Marinko Matosevic (primo turno)
4. Giovanni Lapentti (primo turno)

## Qualificati
1. Alexander Peya
2. Raven Klaasen

1. Richard Bloomfield
2. Serhij Bubka

## Tabellone

### Legenda
| - Q = Qualificato - WC = Wild card - LL = Lucky loser | - ALT = Alternate - SE = Special Exempt - PR = Protected Ranking | - w/o = Walkover - r = Ritirato - d = Squalificato |

### Sezione 1
|  | Primo turno      | Primo turno      | Primo turno     | Primo turno | Primo turno |  |  | Secondo turno | Secondo turno    | Secondo turno    | Secondo turno    | Secondo turno |   |   | Ultimo turno | Ultimo turno | Ultimo turno | Ultimo turno | Ultimo turno |  |
|  |                  |                  |                 |             |             |  |  |               |                  |                  |                  |               |   |   |              |              |              |              |              |  |
|  | 1                | S González       | 6               | 3           | 6           |  |  |               |                  |                  |                  |               |   |   |              |              |              |              |              |  |
|  |                  | Vince Spadea     | 4               | 6           | 3           |  |  | 1             | S González       | S González       | 4                | 4             |   |   |              |              |              |              |              |  |
|  | Noam Okun        | Noam Okun        | Noam Okun       | 6           | 6           |  |  |               | Noam Okun        | Noam Okun        | 6                | 6             |   |   |              |              |              |              |              |  |
|  | Andrew Anderson  | Andrew Anderson  | Andrew Anderson | 4           | 3           |  |  |               |                  |                  |                  |               |   |   |              | Noam Okun    | 7            | 5            | 3            |  |
|  | Dmitrij Tursunov | Dmitrij Tursunov | 4               | 6           | 6           |  |  |               |                  | 5                | Alexander Peya   | 64            | 7 | 6 |              |              |              |              |              |  |
|  | Eric Quigley     | Eric Quigley     | 6               | 4           | 1           |  |  |               | Dmitrij Tursunov | Dmitrij Tursunov | Dmitrij Tursunov |               |   |   |              |              |              |              |              |  |
|  | 5                | Alexander Peya   | Alexander Peya  | 6           | 6           |  |  | 5             | Alexander Peya   | Alexander Peya   | Alexander Peya   | W-O           |   |   |              |              |              |              |              |  |
|  |                  | Brendan Evans    | Brendan Evans   | 4           | 2           |  |  |               |                  |                  |                  |               |   |   |              |              |              |              |              |  |

### Sezione 2
|  | Primo turno     | Primo turno     | Primo turno     | Primo turno | Primo turno |  |  | Secondo turno | Secondo turno   | Secondo turno   | Secondo turno | Secondo turno |   |   | Ultimo turno    | Ultimo turno    | Ultimo turno | Ultimo turno | Ultimo turno |  |
|  |                 |                 |                 |             |             |  |  |               |                 |                 |               |               |   |   |                 |                 |              |              |              |  |
|  | 2               | Michael Yani    | Michael Yani    | 7           | 6           |  |  |               |                 |                 |               |               |   |   |                 |                 |              |              |              |  |
|  |                 | Dayne Kelly     | Dayne Kelly     | 65          | 4           |  |  | 2             | Michael Yani    | Michael Yani    | 2             | 4             |   |   |                 |                 |              |              |              |  |
|  | I Van Der Merwe | I Van Der Merwe | I Van Der Merwe | 7           | 6           |  |  |               | I Van Der Merwe | I Van Der Merwe | 6             | 6             |   |   |                 |                 |              |              |              |  |
|  | Rogier Wassen   | Rogier Wassen   | Rogier Wassen   | 64          | 3           |  |  |               |                 |                 |               |               |   |   | I Van Der Merwe | I Van Der Merwe | 6            | 2            | 3            |  |
|  | T Rettenmaier   | T Rettenmaier   | T Rettenmaier   | 6           | 6           |  |  |               |                 | Raven Klaasen   | Raven Klaasen | 4             | 6 | 6 |                 |                 |              |              |              |  |
|  | Matt Reid       | Matt Reid       | Matt Reid       | 3           | 2           |  |  | T Rettenmaier | T Rettenmaier   | 3               | 6             | 5             |   |   |                 |                 |              |              |              |  |
|  |                 | Raven Klaasen   | Raven Klaasen   | 7           | 6           |  |  | Raven Klaasen | Raven Klaasen   | 6               | 3             | 7             |   |   |                 |                 |              |              |              |  |
|  | 6               | Greg Jones      | Greg Jones      | 5           | 3           |  |  |               |                 |                 |               |               |   |   |                 |                 |              |              |              |  |

### Sezione 3
|  | Primo turno      | Primo turno      | Primo turno      | Primo turno | Primo turno |  |  | Secondo turno | Secondo turno    | Secondo turno | Secondo turno | Secondo turno |   |   | Ultimo turno     | Ultimo turno     | Ultimo turno | Ultimo turno | Ultimo turno |  |
|  |                  |                  |                  |             |             |  |  |               |                  |               |               |               |   |   |                  |                  |              |              |              |  |
|  | 3                | Alex Bogdanović  | Alex Bogdanović  | 7           | 6           |  |  |               |                  |               |               |               |   |   |                  |                  |              |              |              |  |
|  |                  | Jordan Kerr      | Jordan Kerr      | 68          | 3           |  |  | 3             | Alex Bogdanović  | 4             | 6             | 3             |   |   |                  |                  |              |              |              |  |
|  | Michael Kohlmann | Michael Kohlmann | Michael Kohlmann | 6           | 7           |  |  |               | Michael Kohlmann | 6             | 3             | 6             |   |   |                  |                  |              |              |              |  |
|  | Tatsuma Itō      | Tatsuma Itō      | Tatsuma Itō      | 4           | 64          |  |  |               |                  |               |               |               |   |   | Michael Kohlmann | Michael Kohlmann | 7            | 65           | 3            |  |
|  | R Bloomfield     | R Bloomfield     | 7                | 6(1)        | 6           |  |  |               |                  | R Bloomfield  | R Bloomfield  | 65            | 7 | 6 |                  |                  |              |              |              |  |
|  | Artem Sitak      | Artem Sitak      | 65               | 7           | 2           |  |  | R Bloomfield  | R Bloomfield     | 6             | 3             | 6             |   |   |                  |                  |              |              |              |  |
|  |                  | Jordan Cox       | 7                | 4           | 6           |  |  | Jordan Cox    | Jordan Cox       | 3             | 6             | 3             |   |   |                  |                  |              |              |              |  |
|  | 8                | G Lapentti       | 5                | 6           | 2           |  |  |               |                  |               |               |               |   |   |                  |                  |              |              |              |  |

### Sezione 4
|  | Primo turno   | Primo turno     | Primo turno   | Primo turno | Primo turno |  |  | Secondo turno   | Secondo turno   | Secondo turno   | Secondo turno | Secondo turno |   |    | Ultimo turno | Ultimo turno | Ultimo turno | Ultimo turno | Ultimo turno |  |
|  |               |                 |               |             |             |  |  |                 |                 |                 |               |               |   |    |              |              |              |              |              |  |
|  |               | Serhij Bubka    | 5             | 7           | 6           |  |  |                 |                 |                 |               |               |   |    |              |              |              |              |              |  |
|  | 4             | Andre Begemann  | 7             | 64          | 3           |  |  | Serhij Bubka    | Serhij Bubka    | Serhij Bubka    | 6             | 6             |   |    |              |              |              |              |              |  |
|  | Milos Raonic  | Milos Raonic    | 6             | 3           | 6           |  |  | Milos Raonic    | Milos Raonic    | Milos Raonic    | 1             | 2             |   |    |              |              |              |              |              |  |
|  | Brydan Klein  | Brydan Klein    | 4             | 6           | 3           |  |  |                 |                 |                 |               |               |   |    | Serhij Bubka | Serhij Bubka | 3            | 6            | 7            |  |
|  | Simon Stadler | Simon Stadler   | Simon Stadler | 6           | 6           |  |  |                 |                 | Simon Stadler   | Simon Stadler | 6             | 3 | 62 |              |              |              |              |              |  |
|  | Gastão Elias  | Gastão Elias    | Gastão Elias  | 0           | 0           |  |  | Simon Stadler   | Simon Stadler   | Simon Stadler   | 7             | 6             |   |    |              |              |              |              |              |  |
|  |               | Fritz Wolmarans | 6             | 4           | 6           |  |  | Fritz Wolmarans | Fritz Wolmarans | Fritz Wolmarans | 63            | 3             |   |    |              |              |              |              |              |  |
|  | 7             | M Matosevic     | 4             | 6           | 3           |  |  |                 |                 |                 |               |               |   |    |              |              |              |              |              |  |